# لوحة مفاتيح حاسوب

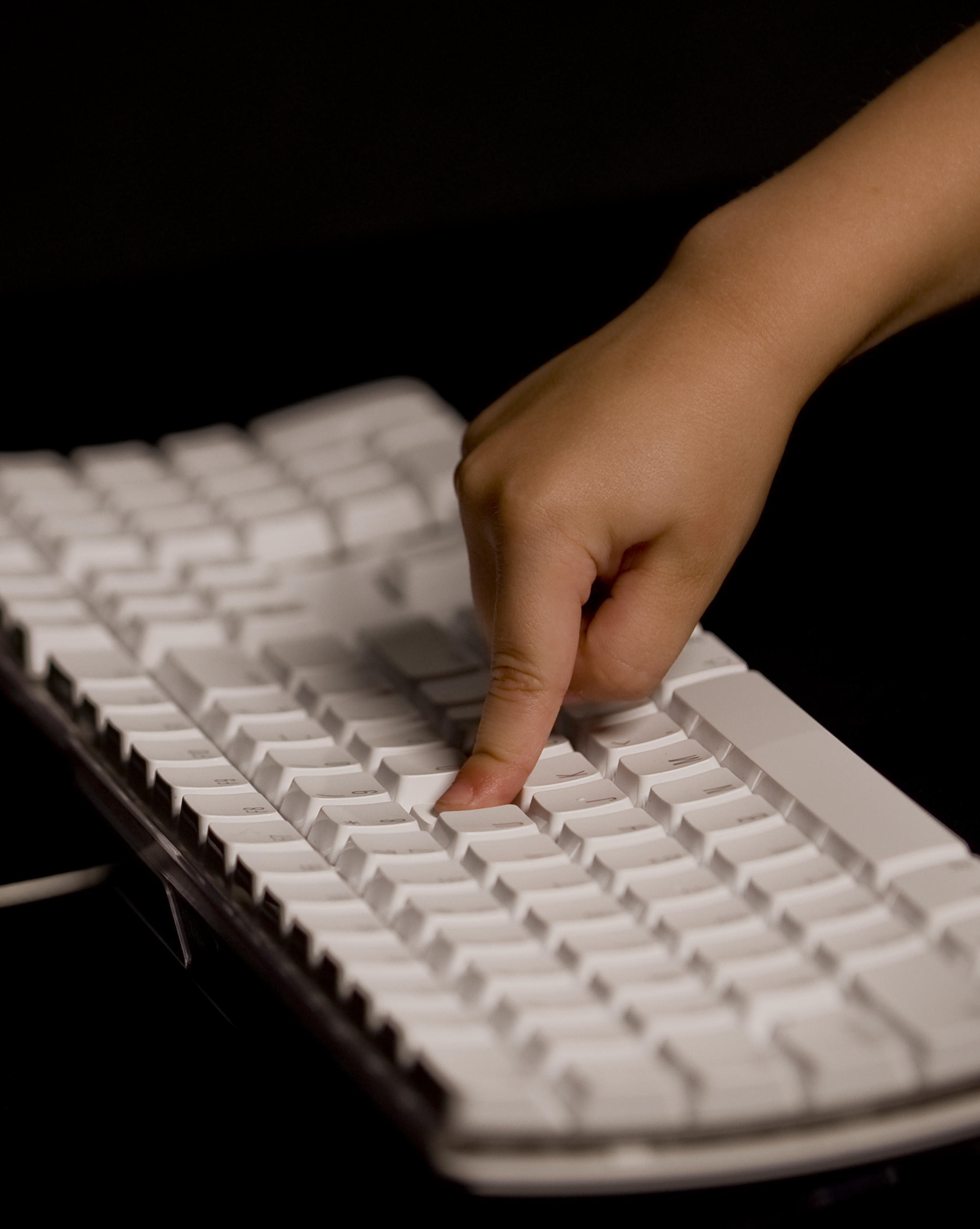
لوحة مفاتيح الحاسوب

لوحة المفاتيح أو لوحة المَلامِس أو  المَزَرَّة (بالإنجليزية: Keyboard) لوحةٌ أساسية، من أزرار، لإدخال البيانات إلى الحاسوب بأزرارها. وتكتب هذه الأزرار أحرف أو أرقام أو رموز.
في الستينيات من القرن العشرين في وقت مبكر، تظهر لوحة مفاتيح الحاسوب الأولى في نفس الوقت الذي أنظمة التشغيل الأولى المستخدمة في سطر الأوامر. لكي لا نخلط بين المستخدمين، وكانوا مصدر إلهام لوحات المفاتيح TTY والآلات الكاتبة، والتي تم تقسيمها إلى أربع فئات:
كرات محطات (الطباعة باللمس يدور كرة تحمل تطبع شخصيات مختلفة)، مع أو بدون التخزين المؤقت من سطر من النص قبل إرساله (مثل IBM 2741)؛
أجهزة نوع المبرقة، مع أو بدون قارئ الشريط لكمة (على سبيل المثال ASR33، KSR33)
شاشات المرتبطة مخزن الذاكرة المؤقت.
لوحات المفاتيح إلى جانب عرض «ملء الشاشة» (ملء الشاشة) مع المناطق القابلة للبرمجة (مثل سلسلة 327x IBM).
في أواخر السّبعينات، تم تخصيص لوحات المفاتيح إلى البلاد من قبل كبرى الشركات المصنعة والشركات المحلية (يكلف كما حرق ROM وفحص بعض مفاتيح).
في أواخر السبعينات وأوائل الثّمانينات، هو مبني على لوحة المفاتيح في حالة الحاسوب الشخصية الذي يحتوي على وحدة المعالجة المركزية، كل مصنع بوضع تصميم مفتاح خاص به.
في عام 1981، وأجهزة الحاسوب IBM يأتي مع لوحة المفاتيح 88 مفتاح [الذي؟] من نوعية ميكانيكية ممتازة، ولكن التخطيط زر أمر غير عملي.
ويخضع تكوين معظم الأوروبيين تكنولوجيا المعلومات ومكتب لوحة المفاتيح 105 مفاتيح من قبل معيار ISO 9995. وقد بدأ هذا المعيار في عام 1984 من قبل الجمعية الفرنسية للتوحيد القياسي (AFNOR) تحت إشراف برنارد Vaucelle، بناء على طلب من الآن Souloumiac2. تتم عملية استكمال داخل المنظمة الدولية للتوحيد القياسي (ISO) تحت إشراف إيف Neuville3 اقتراح توزيع مفاتيح، بما في ذلك كتلة الأبجدي والمناطق كتلة منطقية: التشكيل، وخطابات معلمة، وعلامات الترقيم، الرقمي، والحساب الحاسوب.
أدت دراسة أجريت بتمويل من وزارة الصناعة الفرنسي والوكالة الوطنية لتحسين ظروف العمل إلى تحسن كبير في مكتب وحاسوب لوحات المفاتيح. تم اعتماد توصيات تقرير إيف Neuville3 في اجتماع للISO في برلين، وأخذت على الفور من قبل جميع شركات تصنيع أجهزة الحاسوب المتوافقة.
العديد من المتغيرات لوحة المفاتيح موجودة:
لوحات المفاتيح الهاتف.
لوحة المفاتيح عصا التحكم شكل.
الشاشات التي تعمل باللمس.
لوحات المفاتيح الأمثل لإدخال الأرقام.
الدواسات لإدخال النص سهلة؛
إلخ
تستخدم في صناعة مجموعة واسعة من النماذج على جهاز الحاسوب وأدوات الآلات ساعد: هذه عادة ما تكون لوحات المفاتيح الكبيرة مرتبة في مصفوفة وبرمجتها لأداء مهام محدد

## تخطيط لوحة المفاتيح

لوحة التحكم مدعومة باللغتين العربية والإنجليزية في الشرق الأوسط.

قبل اختراع الحاسوب كانت توجد الآلة الكاتبة وتم أخذ الكثير من الحروف من تخطيط الآلة الكاتبة إلى لوحة مفاتيح الحاسب الآلي.
حيث أن صحفي وكاتب يدعي كروستوفر شولز هو مخترع الآلة الكاتبة في عام 1874 وبعد عده محاولات وإخفاقات كثيرة في تصميم لوحة المفاتيح نجح هذا التصميم وباعه لأحد الشركات.
في البداية كان التخطيط مرتب أبجدياً ثم تبعا لنصحية أحد زملاء كروستوفر حاول أن يضع الحروف الأكثر استخداما في الصف الأساسي أعاد تخطيط لوحة المفاتيح تبعاً للحروف الأكثر استخداماً وشيوعاً
ويطلق علي هذا التخطيط اسم QWERTY وهو اسم أول ستة حروف في لوحة المفاتيح.
و يوجد تخطيط آخر هام وهو Dvorak Simplified Keyboard.

## أنواعها

### برنامج
برنامج يظهر لوحة المفاتيح على الشاشة ليحاكي الوحة المفاتيح الحقيقية في إدخال البيانات، يتم التحكم به بالفأرة أو شاشة اللمس. تستخدم في الأجهزة المحمولة والهواتف

### قابل للطي
لوحة المفاتيح مصنع من البلاستيك المرن أو السيليكون ليسمح بطيه، وغالباً ما يكون مقاوماً للسوائل.

### تخطيط لوحة المفاتيح العربية
يستخدم تخطيط لوحة المفاتيح العربية من أجل كتابة الحروف العربية، حيث يخصص لكل حرف مفتاح على لوحة المفاتيح، بالإضافة إلى استخدام مفتاح الأعلى Shift من أجل الحصول على الرموز الخاصة، أشكال همزة الألف، وحركات التشكيل.
ت: تفعيل أو إلغاء تفعيل الجزأ العددي للوحة المفاتيح 
ن: خاص بالغة الأجنبية للكتابة بخط lowercase أوuppercase 

## التشكيلات البديلة للوحة المفاتيح للغات الأخرى
تستخدم تشكيلات بديلة للوحة المفاتيح للسماح للمستخدمين بالكتابة بلغات بديلة على مستوى كامل النظام. وهي تعمل بحيث أن أحد محددات بيئة العمل يحمل قيمة تشكيلة لوحة المفاتيح للغة البديلة ويقوم النظام بناء عليها بترجمة ضربات المفاتيح ذات القيمة الثابتة إلى رموز أخرى تحددها تشكيلة لوحة المفاتيح، فعلى سبيل المثال، عند تغيير تشكيلة لوحة المفاتيح من الإنجليزية إلى العربية، فإن الضرب على مفتاح A الإنجليزي، ينتج في كلا الحالتين (في حال الوجود ضمن إعداد التشكيلة الإنجليزية أو العربية) ذات القيمة المدخلة للحاسوب، ولكن النظام يقوم بترجمة هذا المدخل إلى القيمة المناظرة في اللغة العربية والتي هي الحرف ش.
تقوم بعض البرامج القديمة والتي صممت للعمل بلغات بديلة دون أن تكون البيئة ذاتها داعمة لتلك اللغات بأخذ هذا العمل على عاتقها، حيث يقوم البرنامج نفسه بترجمة القيم المدخلة إلى تلك المناظرة في اللغة المطلوبة.

## لوحة المفاتيح العربية عبر متصفح الشابكة
هذه اللوحة مصممة بإحدى لغات البرمجة المتوافقة مع متصفح الشابكات وهي تقدم الفرصة للذين يملكون لوحة مفاتيح غير عربية الكتابة باللغة العربية عن طريق الفأرة أو عن طريق لوحة مفاتيح للأبجدية الاتنية بحيث يستبدل الحرف من اللوحة الغير عربية إلى حرف عربي.